# Grundstückstiefe
Die Grundstückstiefe bezeichnet die, ausgehend von der Straße, rückwärtige Länge eines Grundstücks. Der Begriff findet sich im Planungs- und Baurecht. Eine Legaldefinition besteht nicht. Um die missverständliche Grundstückslänge zu vermeiden, wird von der (straßenseitigen) Grundstücksbreite und der Grundstückstiefe gesprochen.
Die Grundstückstiefe kann den Wert eines Baugrundstück und damit seinen Preis und die darauf lastenden Steuern (z. B. Grundsteuer, Erbschaftsteuer) beeinflussen. Die Grundstückstiefe muss deshalb z. B. in der Erklärung zur Feststellung des Grundstückswertes angegeben werden. Grundstücke mit übergroßer Tiefe oder übergroßer Länge haben oft einen verhältnismäßig geringeren Wert. Die Ursache ist die vergleichsweise eingeschränkte Bebaubarkeit aufgrund der einzuhaltenden Abstandsflächen. Nach § 16 Abs. 2 Nr. 4 der Immobilienwertermittlungsverordnung ist die Grundstückstiefe bei der Ermittlung des Bodenrichtwertgrundstücks darzustellen, wenn sie Einfluss auf den Grundstückswert hat. Für das besser bebaubare Vorderland und das schlechter bebaubare Hinterland können unterschiedliche Werte festgelegt werden. Das Hinterland beginnt, wenn keine örtlichen Besonderheiten gelten, bei einer Grundstückstiefe von 40 Meter. Mehrere Hinterlandszonen sind möglich. In Bottrop gelten z. B. Bodenrichtwerte für den individuellen Wohnungsbau, für Mehrfamilienhausgrundstücke, für Misch-/Kerngebietgrundstücke gelten für Grundstücke mit einer Grundstückstiefe von 35 m, für das dahinter liegende Hinterland werden in der Regel 20 % des Bodenrichtwertes für das Vorderland angesetzt. In Schwerin wurde für 2009 bis 2016 der volle Bodenrichtwert für Grundstücke mit Einfamilienhäusern bei einer Grundstückstiefe von 30 Meter erreicht, darüber und darunter galten Abschläge.